# メアリー王妃のドールハウス

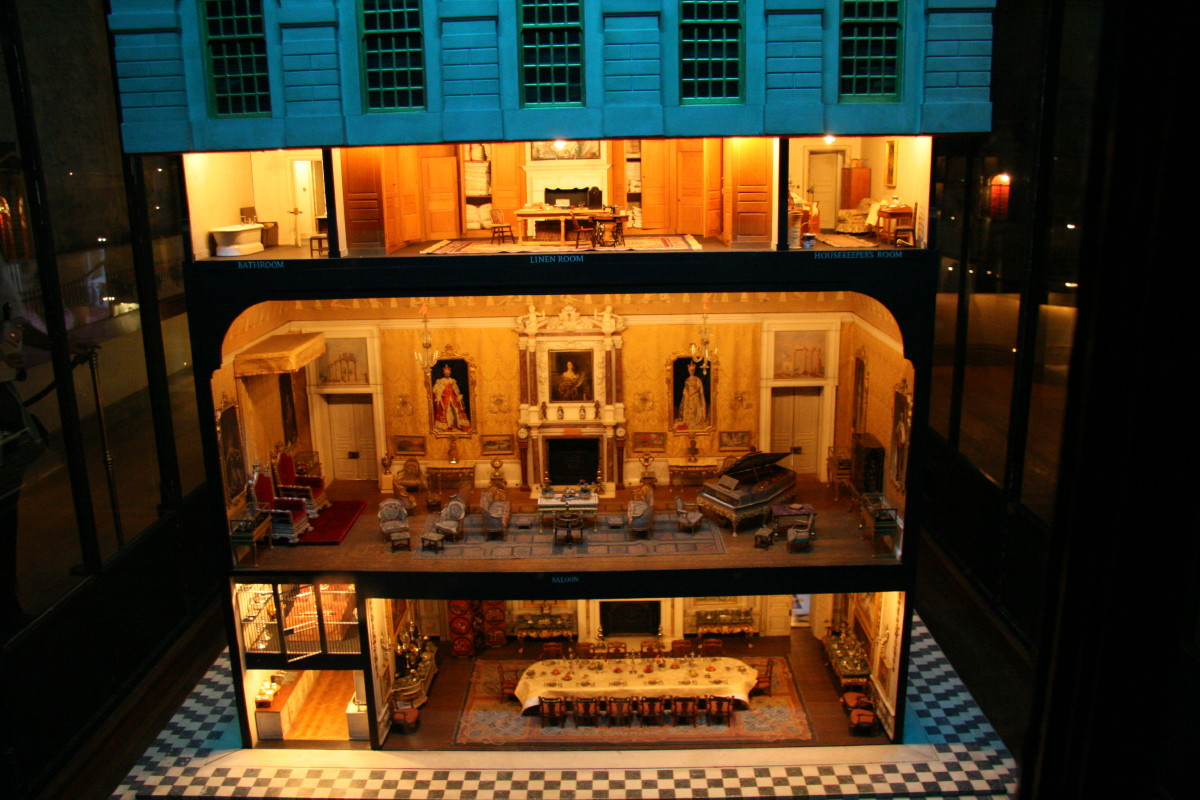
メアリー王妃のドールハウス（2006年撮影）

メアリー王妃のドールハウス（英: Queen Mary's Dolls' House）は、1920年代初頭に建設が始められ、1924年に完成したドールハウスである。当時の英国王ジョージ5世の王妃、メアリー・オブ・テックへ贈られた。

## 制作までの経緯
ドールハウスを建てるというアイデアは、元々メアリー王妃のいとこであるメアリー・ルイーズ・オブ・シュレスウィグ＝ホルスタイン（メアリー・ルイーズ王女）が出したものだった。彼女はこの話を、1921年のロイヤル・アカデミー・オブ・アーツ夏期展覧会の席で、当時一流の建築家として名の知られていたエドウィン・ラッチェンス卿にもちかけた。卿はこの案に同意し、ドールハウスの建設準備に取りかかった。メアリー・ルイーズ王女は芸術界に多数のつながりを持っており、建設のために才能を発揮してもらえるよう、当時の最高の芸術家・職人たちを呼び寄せた。結果としてこのドールハウスは、実際に動かすことのできるミニチュア道具の驚くべきコレクションとなった。図書室にあるショットガンは実際に弾倉を外して銃弾の装填ができ（更に銃弾の発射もできる）、リネン室にはモノグラムの刺繍された本物のリネンが用意されているほか、電気で動くエレベーターも設置され、ガレージにはデイムラー、ロールス・ロイス、ボクスホール、サンビーム、ランチェスターなどの実際に走らせることの出来るミニカーが何台も入っている。建物の中には細い水道管が通され、実際に水を流すことができる。ミニチュア・カーペット作家のドロシー・ロジャーズのカーペットも敷かれている。このように、内部には当時として最も素晴らしく近代的な道具がいくつも収められている。ドールハウスは、国民からメアリー王妃への贈り物として作られ、この時代のイングランドにおけるイギリス王室の生活ぶりを示す歴史的資料となった。
ドールハウスの完成後、その観覧料をメアリー王妃のチャリティ資金に充てる形で公開展示された。最初の公開は、1924年から翌1925年にかけて行われた大英帝国博覧会で行われ、160万人以上が観覧に訪れた。現在ではウィンザー城で展示され、ミニチュアの家や家具、カーペットに興味を抱く人向けの観光名所となっている。

## 収蔵物とその制作背景

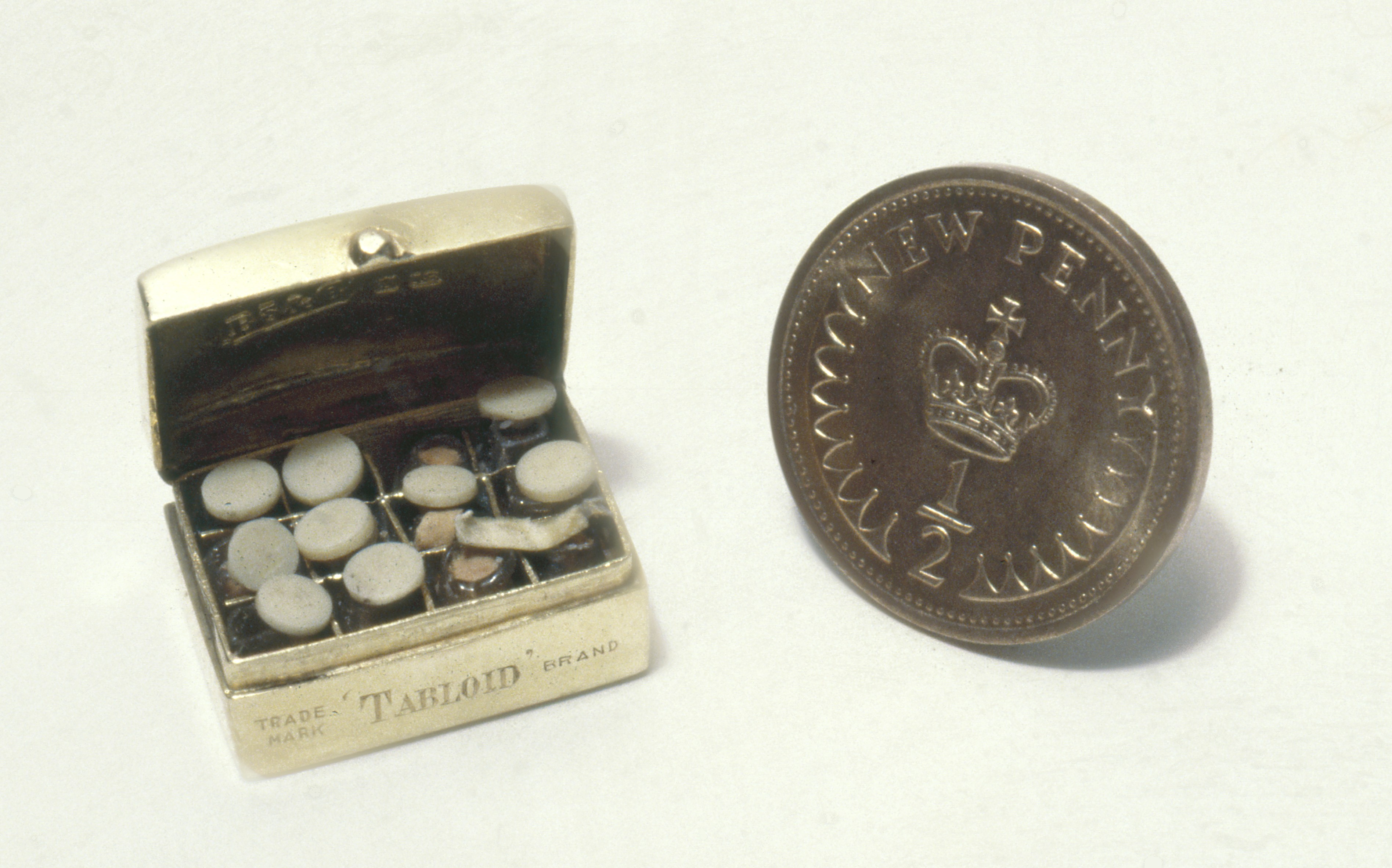
ドールハウスに収められた薬箱。右は実物の半ペニー銀貨。

ドールハウスは1/12スケールで作られ、3フィート (91 cm)を優に超える大きさの建物に、当時名声を博していた人物の作品がいくつも収められた。建物の内部や収蔵物の細かい装飾は注目に値するもので、ほとんどがウィンザー城にある物品の、精巧な1/12スケール・レプリカである。装飾品には、協力者自ら制作したものと、ノーサンプトンのトウィニング・モデルズなどの、プロの模型製作者が作ったものとがある。カーペットやカーテン、家具は全て本物を元に作られたもので、灯りは実際に点灯させることができる。トイレにはきちんとした配管がなされ、実際に水を流せるほか、ミニチュアのトイレットペーパーも備えられている。
加えて、当時の170名の英国作家がドールハウスの図書室に収めるために寄稿し、それらの作品はサンゴルスキ&サトクリフによって豆本に製本された。アーサー・コナン・ドイルは短編『ワトスンの推理法修業』（英: "How Watson Learned the Trick"）を寄稿し、幽霊物語を書いていたM・R・ジェイムズは "The Haunted Dolls' House"（意味：幽霊のよく出るドールハウス）、A・A・ミルンは "Vespers"（意味：夕べの祈り）と銘打たれた作品を贈っている。他にも、ジョゼフ・コンラッド、ジョン・ゴールズワージー、G・K・チェスタトン、J・M・バリー、トーマス・ハーディ、ラドヤード・キップリング、サマセット・モームなどが寄稿している。図書室に収められた作品は、1924年にE・V・ルーカスによって編纂され、『王妃のドールハウスの図書室の本』（英: "The Book of the Queen's Dolls"）として出版されている。一方で、ジョージ・バーナード・ショーは掌編を寄せてほしいという王女の依頼を拒んでいる。また作曲家のグスターヴ・ホルスト、ジョン・アイアランド、フレデリック・ディーリアス、アーサー・ブリス、アーノルド・バックスなどが作曲した50の未発表音楽スコアも女王のモノグラムがエンボス加工され、革紐で縛られて収められている。
ここでもエドワード・エルガーが参画を拒否し、シーグフリード・サッソン（英: Siegfried Sassoon）は、1922年6月6日にエルガーがレディ・モード・ウォレンダー（英: Lady Maud Warrender）に語ったこととして、以下を記録している。
「私たちみんなが、王[ジョージ5世]も王妃[メアリー王妃]も、芸術的なものは何一つ理解できないことを知っている。ウィンザー[城]の図書館に、私の第2交響曲のスコアを収めた時だって、それに一言も触れやしなかった。それなのに、今は私の絶頂期だと言って、王妃のドールハウスに協力するよう求められた！私はもう充分なくらい『棒の上の猿』として奉仕をしてきたはずだ。私はこの棒を降りる決意をした。手紙を書いて、この依頼をこれ以上私に無理強いしないよう望むと書いておいた。私は、相手を混乱させる馬鹿げた出来事に芸術家を巻き込むのは、芸術家に対する侮辱だと思っている」。
エリ・マースデン・ウィルソンなどの画家たちも、同様にミニチュアの絵画を提供した。その数は750点に上り、額装されたもの以外にも、ウィルフレッド・デ・グレーンは、王のワードローブの天井画を描き、ウィリアム・ニコルソンは大階段でつながった二つのホールの壁にアダムとエヴァの楽園追放の絵を描いた。また、ワインセラーの瓶にも本物のワインやスピリッツが詰められ、自動車の車輪にも正しくスポークが取り付けられた。これらメアリー王妃への出費はドロシー・ロジャーズなどの一流の家具模型師に関心を向けることに繋がった。高画質の写真でインテリアを見ても、それが実際にミニチュア家具のコレクションだとは判別しがたい。
ドールハウスには、建物本体の下側にある大きな引き出しを引き出した時にしか見えない、隠された庭がある。図書室に『ザ・ガーデン』を寄稿した園芸家、ガートルード・ジーキルの設計によるこの庭にはレプリカの木々や庭仕事道具があり、英国の伝統的な造園様式を現わしている。